# 미국의 지진 목록
다음은 현재 미국에 속한 지역에 진앙이 있는 지진 및 지진해일과 관련하여, 그 지진이 미국에 영향을 미친 지진 목록이다. 십자표(†)로 표시된 사건은 발생 당시 미국에 속하지 않았던 지역이다.

## 지진 목록
| 날짜              | 주                               | 규모            | 사망자       | 문서                             | 추가 정보   |
| ----------------- | -------------------------------- | --------------- | ------------ | -------------------------------- | ----------- |
| 1585년 6월 11일   | 알류샨 열도, 알래스카주          | 9.2 Mw          | 알 수 없음   | 1585년 알류샨 열도 지진†         |             |
| 1700년 1월 26일   | 워싱턴주, 오리건주, 캘리포니아주 | 8.7–9.2 Mw      | 알 수 없음   | 1700년 캐스케이디아 지진†        |             |
| 1755년 11월 18일  | 매사추세츠주                     | 5.9 Mw          | 0            | 1755년 케이프앤 지진†            |             |
| 1788년 7월 21일   | 알래스카주                       | 8.0 Ms          | 알 수 없음   | [ 1 ]                            |             |
| 1788년 8월 6일    | 알래스카주                       | 8.0 Ms          | 알 수 없음   | [ 1 ]                            |             |
| 1811년 12월 16일  | 미주리주                         | 7.5–8.0 Mw      | 100−500      | 1811~1812년 뉴매드리드 지진      |             |
| 1812년 12월 8일   | 캘리포니아주                     | 6.9 Mla, 7.5 Mw | 40+          | 1812년 샌후안카피스트라노 지진†  |             |
| 1812년 12월 12일  | 캘리포니아주                     | 7.1–7.5 Mw      | 1            | 1812년 벤투라 지진†              |             |
| 1823년 6월 2일    | 하와이주                         | 7.0 ML          | 0            | [ 2 ]                            |             |
| 1838년 6월        | 캘리포니아주                     | 6.8–7.2 Mw      | 0            | 1838년 샌앤드리어스 지진         |             |
| 1843년 1월 5일    | 아칸소주                         | 6.3 Mw          | 0            | [ 2 ]                            |             |
| 1857년 1월 9일    | 캘리포니아주                     | 7.9 Mw          | 2            | 1857년 포트테혼 지진             |             |
| 1867년 4월 24일   | 캔자스주                         | 5.1 Mfa         | 0            | 1867년 맨해튼 지진               |             |
| 1868년 4월 2일    | 하와이주                         | 7.9 Mfa         | 77           | 1868년 하와이 지진†              |             |
| 1868년 10월 21일  | 캘리포니아주                     | 6.3–6.7 ML      | 30           | 1868년 헤이워드 지진             |             |
| 1871년 2월 20일   | 하와이주                         | 6.8 ML          | 0            | 1871년 라나이 지진†              |             |
| 1872년 3월 26일   | 캘리포니아주                     | 7.4–7.9 Mw      | 27           | 1872년 오언스밸리 지진           |             |
| 1872년 12월 14일  | 워싱턴주                         | 6.5–7.0 Mw      | 0            | 1872년 노스캐스케이즈 지진       |             |
| 1873년 11월 23일  | 캘리포니아-오리건                | 7.3 ML          | 0            | 1873년 오리건-캘리포니아 지진    |             |
| 1880년 10월 26일  | 알래스카주                       | 7.0 Ms          | 0            | [ 1 ]                            |             |
| 1884년 8월 10일   | 뉴욕주                           | 4.9–5.5 Mfa     | 2            |                                  |             |
| 1886년 8월 31일   | 사우스캐롤라이나주               | 6.9–7.3 Mw      | 60           | 1886년 찰스턴 지진               |             |
| 1892년 4월 19일   | 캘리포니아주                     | 6.4 ML          | 1            | 1892년 바카빌-윈터스 지진        |             |
| 1892년 4월 21일   | 캘리포니아주                     | 6.4 ML          | 0            | 1892년 바카빌-윈터스 지진        |             |
| 1895년 10월 31일  | 미주리주                         | 6.6 ML          | 0            | 1895년 찰스턴 지진               |             |
| 1899년 9월 4일    | 알래스카주                       | 8.2 Ms          | 0            | 1899년 야쿠타트만 지진           |             |
| 1899년 9월 10일   | 알래스카주                       | 8.2 Mw          | 0            | 1899년 야쿠타트만 지진           |             |
| 1899년 12월 25일  | 캘리포니아주                     | 6.4 Ms          | 6            | 1899년 샌하신토 지진             |             |
| 1900년 10월 9일   | 알래스카주                       | 7.9 Mw          | 0            | [ 4 ]                            |             |
| 1901년 11월 14일  | 유타주                           | 7.0 Mw          | 0            | 1901년 리치필드 지진             |             |
| 1901년 12월 31일  | 알래스카주                       | 7.8 Ms          | 0            | [ 1 ]                            |             |
| 1902년 1월 1일    | 알래스카주                       | 7.8 M           | 0            | [ 1 ]                            |             |
| 1904년 8월 27일   | 알래스카주                       | 7.3 Ms          | 0            | [ 2 ]                            |             |
| 1906년 4월 18일   | 캘리포니아주                     | 7.9 Mw          | 3,000+       | 1906년 샌프란시스코 지진         |             |
| 1906년 8월 17일   | 알래스카주                       | 8.4 Mw          | 0            | 1906년 알류샨 열도 지진          |             |
| 1909년 9월 27일   | 인디애나주                       | 5.1 Mfa         | 0            | 1909년 워배시강 지진             |             |
| 1915년 6월 23일   | 캘리포니아주                     | 6.2 M           | 6            | 1915년 임페리얼밸리 지진         |             |
| 1915년 10월 3일   | 네바다주                         | 6.8 Mw          | 0            | 1915년 플레전트밸리 지진         |             |
| 1918년 4월 21일   | 캘리포니아주                     | 6.8 M           | 0            | 1918년 샌하신토 지진             |             |
| 1921년 9월 29일   | 유타주                           | 6.3 Mw          | 0            | 1921년 시비어밸리 지진           |             |
| 1922년 1월 31일   | 캘리포니아주                     | 7.6 MGR         | 0            | [ 2 ]                            |             |
| 1923년 1월 22일   | 캘리포니아주                     | 7.2 MGR         | 0            | [ 2 ]                            |             |
| 1925년 6월 28일   | 몬태나주                         | 6.6 Mw          | 0            | 1925년 몬태나 지진               |             |
| 1925년 6월 29일   | 캘리포니아주                     | 6.5–6.8 Mw      | 13           | 1925년 샌타바버라 지진           |             |
| 1927년 10월 24일  | 알래스카주                       | 7.3 Mw          | 0            | [ 5 ]                            |             |
| 1927년 11월 4일   | 캘리포니아주                     | 7.3 Mw          | 0            | 1927년 롬폭 지진                 |             |
| 1929년 3월 7일    | 알래스카주                       | 7.8 Mw          | 0            | [ 6 ]                            |             |
| 1931년 8월 16일   | 텍사스주                         | 6.5 Mw          | 0            | 1931년 밸런타인 지진             |             |
| 1932년 12월 21일  | 네바다주                         | 7.2 Mw          | 0            | 1932년 시더마운틴 지진           |             |
| 1933년 3월 10일   | 캘리포니아주                     | 6.4 Mw          | 120          | 1933년 롱비치 지진               |             |
| 1934년 12월 31일  | 캘리포니아주                     | 7.1 M           | 0            | [ 1 ]                            |             |
| 1934년 3월 12일   | 유타주                           | 6.6 Mw          | 2            | 1934년 핸젤밸리 지진             |             |
| 1935년 10월 18일  | 몬태나주                         | 6.2 Ms          | 4            | 1935년 헬레나 지진               |             |
| 1936년 7월 15일   | 오리건주, 워싱턴주               | 5.8 ML          | 0            | 1936년 주경계 지진               |             |
| 1937년 7월 22일   | 알래스카주                       | 7.3 Ms          | 0            | 1937년 알래스카 지진             |             |
| 1938년 11월 10일  | 알래스카주                       | 8.2 Mw          | 0            | [ 8 ]                            |             |
| 1940년 5월 18일   | 캘리포니아주                     | 6.9 Mw          | 9            | 1940년 엘센트로 지진             |             |
| 1940년 12월 20일  | 뉴햄프셔주                       | 5.3 Mw          | 0            | 1940년 뉴햄프셔 지진             |             |
| 1940년 12월 24일  | 뉴햄프셔주                       | 5.5 Mw          | 0            | 1940년 뉴햄프셔 지진             |             |
| 1943년 11월 3일   | 알래스카주                       | 7.6 Mw          | 0            | [ 9 ]                            |             |
| 1944년 9월 5일    | 뉴욕주                           | 5.8 Mw          | 0            | 1944년 콘월-마세나 지진          |             |
| 1946년 4월 1일    | 알래스카주                       | 8.6 Mw          | 165          | 1946년 알류샨 열도 지진          |             |
| 1947년 10월 16일  | 알래스카주                       | 7.2 Mw          | 0            | [ 2 ]                            |             |
| 1948년 12월 4일   | 캘리포니아주                     | 6.4 Mw          | 0            | 1948년 데저트핫스프링스 지진     |             |
| 1949년 4월 13일   | 워싱턴주                         | 6.7 Mw          | 8            | 1949년 올림피아 지진             |             |
| 1952년 7월 21일   | 캘리포니아주                     | 7.3 Mw          | 14           | 1952년 컨군 지진                 |             |
| 1954년 7월 6일    | 네바다주                         | 6.6 Mw          | 0            | 1954년 레인보마운틴 지진         |             |
| 1954년 8월 24일   | 네바다주                         | 6.8 Mw          | 0            | 1954년 스틸워터 지진             |             |
| 1954년 12월 16일  | 네바다주                         | 7.1 Mw          | 0            | 1954년 페어뷰피크 지진           |             |
| 1954년 12월 16일  | 네바다주                         | 6.8 Mw          | 0            | 1954년 딕시밸리 지진             |             |
| 1957년 3월 9일    | 알래스카주                       | 8.6 Mw          | 0            | 1957년 앤드리애노프 제도 지진    |             |
| 1958년 4월 7일    | 알래스카주                       | 7.3 Mw          | 0            | 1958년 허슬리아 지진             |             |
| 1958년 7월 9일    | 알래스카주                       | 7.8 Mw          | 5 (지진해일) | 1958년 리투야만 거대해일         |             |
| 1959년 8월 18일   | 몬태나주, 와이오밍주, 아이다호주 | 7.2 Mw          | 28+          | 1959년 헵겐호 지진               |             |
| 1964년 3월 27일   | 알래스카주                       | 9.2 Mw          | 143          | 1964년 알래스카 지진             |             |
| 1965년 2월 4일    | 알래스카주                       | 8.7 Mw          | 0            | 1965년 래트 제도 지진            |             |
| 1965년 4월 29일   | 워싱턴주                         | 6.7 Mw          | 7            | 1965년 푸겟사운드 지진           |             |
| 1965년 7월 2일    | 알래스카주                       | 7.8 Mw          | 0            | [ 10 ]                           |             |
| 1967년 8월 9일    | 콜로라도주                       | 5.3             | 0            | 로키마운틴 무기고#심부 주입정    |             |
| 1967년 11월 26일  | 콜로라도주                       | 5.2             | 0            | 로키마운틴 무기고#심부 주입정    |             |
| 1968년 4월 8일    | 캘리포니아주                     | 6.6 Mw          | 0            | 1968년 보레고산 지진             |             |
| 1968년 11월 9일   | 일리노이주                       | 5.4 mb          | 0            | 1968년 일리노이 지진             |             |
| 1969년 10월 2일   | 캘리포니아주                     | 5.6, 5.7 ML     | 1            | 1969년 샌타로사 지진             | 쌍둥이 지진 |
| 1971년 2월 9일    | 캘리포니아주                     | 6.5–6.7 Mw      | 58–65        | 1971년 샌페르난도 지진           |             |
| 1972년 7월 30일   | 알래스카주                       | 7.6 Mw          | 0            | [ 11 ]                           |             |
| 1975년 2월 2일    | 알래스카주                       | 7.6 Ms          | 0            | 1975년 니어 제도 지진            |             |
| 1975년 11월 29일  | 하와이주                         | 7.7 Mw          | 2            | 1975년 하와이 지진               |             |
| 1980년 11월 8일   | 캘리포니아주                     | 7.2 Mw          | 5            | 1980년 유레카 지진               |             |
| 1983년 5월 2일    | 캘리포니아주                     | 6.5 Mw          | 0            | 1983년 코알링가 지진             |             |
| 1983년 11월 16일  | 하와이주                         | 6.7 Mw          | 0            | 1983년 카오이키 지진             |             |
| 1983년 10월 28일  | 아이다호주                       | 7.3 Mw          | 2            | 1983년 보라피크 지진             |             |
| 1984년 4월 24일   | 캘리포니아주                     | 6.2 Mw          | 0            | 1984년 모건힐 지진               |             |
| 1986년 5월 7일    | 알래스카주                       | 8.0 Mw          | 0            | [ 14 ] [ 15 ]                    |             |
| 1986년 7월 8일    | 캘리포니아주                     | 6.0 Mw          | 0            | 1986년 노스팜스프링스 지진       |             |
| 1986년 7월 21일   | 캘리포니아주                     | 6.4 ML          | 0            | 1986년 챌펀트밸리 지진           |             |
| 1987년 10월 1일   | 캘리포니아주                     | 5.9 Mw          | 8            | 1987년 휘티어내로 지진           |             |
| 1987년 11월 23일  | 캘리포니아주                     | 6.2 Ms          | 0            | 1987년 슈퍼스티션힐스 지진       |             |
| 1987년 11월 24일  | 캘리포니아주                     | 6.6 Mw          | 2            | 1987년 슈퍼스티션힐스 지진       |             |
| 1987년 11월 30일  | 알래스카주                       | 7.9 Mw          | 0            | [ 17 ]                           |             |
| 1988년 3월 6일    | 알래스카주                       | 7.8 Mw          | 0            | [ 18 ]                           |             |
| 1989년 10월 17일  | 캘리포니아주                     | 6.9 Mw          | 63           | 1989년 로마프리타 지진           |             |
| 1989년 9월 4일    | 알래스카주                       | 7.1 Mw          | 0            | [ 19 ]                           |             |
| 1991년 5월 30일   | 알래스카주                       | 7.0 Mw          | 0            | [ 20 ]                           |             |
| 1991년 6월 28일   | 캘리포니아주                     | 5.6 Mw          | 2            | 1991년 시에라마드레 지진         |             |
| 1991년 8월 17일   | 오리건주                         | 7.0 Mh          | 0            | [ 21 ]                           |             |
| 1992년 4월 23일   | 캘리포니아주                     | 6.3 Ms          | 0            | 1992년 조슈아트리 지진           |             |
| 4월 25일–26, 1992 | 캘리포니아주                     | 6.5–7.2 Mw      | 0            | 1992년 캐이프멘도시노 지진       |             |
| 1992년 6월 28일   | 캘리포니아주                     | 7.3 Mw          | 3            | 1992년 랜더스 지진               |             |
| 1992년 6월 28일   | 캘리포니아주                     | 6.5 Mw          | 0            | 1992년 빅베어 지진               |             |
| 1992년 9월 2일    | 유타주                           | 5.8 ML          | 0            | 1992년 세인트조지 지진           |             |
| 1993년 3월 25일   | 오리건주                         | 5.6 Md          | 0            | 1993년 스코츠밀스 지진           |             |
| 1993년 9월 20일   | 오리건주                         | 6.0 Md          | 2            | 1993년 클래머스폴스 지진         |             |
| 1994년 1월 17일   | 캘리포니아주                     | 6.7 Mw          | 57           | 노스리지 지진                    |             |
| 1994년 9월 1일    | 캘리포니아주                     | 7.0 Mw          | 0            | 1994년 북부 캘리포니아 지진      |             |
| 1995년 4월 14일   | 텍사스주                         | 5.7 Mw          | 0            | 1995년 마라톤 지진               |             |
| 1996년 6월 10일   | 알래스카주                       | 7.9 Mwc         | 0            | [ 24 ]                           |             |
| 1998년 9월 25일   | 펜실베이니아주                   | 5.2 mbLg        | 0            | 1998년 파이마투닝 지진           |             |
| 1999년 10월 16일  | 캘리포니아주                     | 7.1 Mw          | 0            | 1999년 헥터마인 지진             |             |
| 1999년 12월 6일   | 알래스카주                       | 7.0 Mw          | 0            | [ 25 ]                           |             |
| 2001년 1월 10일   | 알래스카주                       | 7.0 Mw          | 0            | [ 26 ]                           |             |
| 2001년 2월 28일   | 워싱턴주                         | 6.8 Md          | 1            | 2001년 니스퀄리 지진             |             |
| 2002년 11월 3일   | 알래스카주                       | 7.9 Mw          | 0            | 2002년 데날리 지진               |             |
| 2003년 11월 17일  | 알래스카주                       | 7.8 Mwc         | 0            | 2003년 알래스카 지진             |             |
| 2003년 12월 22일  | 캘리포니아주                     | 6.5 Mw          | 2            | 2003년 샌시메온 지진             |             |
| 2005년 6월 15일   | 캘리포니아주                     | 7.2 Mwc         | 0            | [ 28 ]                           |             |
| 2006년 9월 10일   | 플로리다주                       | 5.9 Mwc         | 0            | 2006년 멕시코만 지진             |             |
| 2006년 10월 15일  | 하와이주                         | 6.7 Md          | 0            | 2006년 키홀로만 지진             |             |
| 2007년 10월 30일  | 캘리포니아주                     | 5.5 Mw          | 0            | 2007년 알룸록 지진               |             |
| 2008년 2월 21일   | 네바다주                         | 5.9 Mw          | 0            | 2008년 웰스 지진                 |             |
| 2008년 4월 18일   | 일리노이주                       | 5.2 Mw          | 0            | 2008년 일리노이 지진             |             |
| 2008년 7월 29일   | 캘리포니아주                     | 5.4 Mw          | 0            | 2008년 치노힐스 지진             |             |
| 2010년 1월 9일    | 캘리포니아주                     | 6.5 Mw          | 0            | 2010년 유레카 지진               |             |
| 2010년 4월 4일    | 캘리포니아주                     | 7.2 Mw          | 0            | 2010년 바하칼리포르니아 지진     |             |
| 2011년 8월 22일   | 콜로라도주                       | 5.3 Mwr         | 0            | 2011년 콜로라도 지진             |             |
| 2011년 8월 23일   | 버지니아주                       | 5.8 Mw          | 0            | 2011년 버지니아 지진             |             |
| 2011년 11월 5일   | 오클라호마주                     | 5.7 Mww         | 0            | 2011년 오클라호마 지진           |             |
| 2013년 1월 5일    | 알래스카주                       | 7.5 Mw          | 0            | 2013년 크레이그 지진             |             |
| 2014년 3월 29일   | 캘리포니아주                     | 5.1 Mw          | 0            | 2014년 라하브라 지진             |             |
| 2014년 6월 23일   | 알래스카주                       | 7.9 Mww         | 0            | 2014년 알류샨 열도 지진          |             |
| 2014년 7월 25일   | 알래스카주                       | 6.0 Mw          | 0            | 2014년 팔마만 지진               |             |
| 2014년 8월 24일   | 캘리포니아주                     | 6.0 Mw          | 1            | 2014년 사우스나파 지진           |             |
| 2016년 1월 24일   | 알래스카주                       | 7.1 Mw          | 0            | 2016년 올드일리암나 지진         |             |
| 2016년 9월 3일    | 오클라호마주                     | 5.8 Mww         | 0            | 2016년 오클라호마 지진           |             |
| 2018년 1월 23일   | 알래스카주                       | 7.9 Mww         | 0            | 2018년 알래스카만 지진           |             |
| 2018년 5월 4일    | 하와이주                         | 6.9 Mww         | 0            | 2018년 하와이 지진               |             |
| 2018년 11월 30일  | 알래스카주                       | 7.1 Mww         | 0            | 2018년 앵커리지 지진             |             |
| 2019년 7월 4일    | 캘리포니아주                     | 6.4 Mw          | 1            | 2019년 리지크레스트 지진         |             |
| 2019년 7월 5일    | 캘리포니아주                     | 7.1 Mw          | 0            | 2019년 리지크레스트 지진         |             |
| 2020년 3월 18일   | 유타주                           | 5.7 Mw          | 0            | 2020년 솔트레이크시티 지진       |             |
| 2020년 3월 31일   | 아이다호주                       | 6.5 Mww         | 0            | 2020년 아이다호 중부 지진        |             |
| 2020년 5월 15일   | 네바다주                         | 6.5 ML          | 0            | 2020년 몬테크리스토산맥 지진     |             |
| 2020년 7월 22일   | 알래스카주                       | 7.8 Mw          | 0            | 2020년 알래스카반도 지진         |             |
| 2020년 8월 9일    | 노스캐롤라이나주                 | 5.1 Mw          | 0            | 2020년 스파르타 지진             |             |
| 2020년 10월 19일  | 알래스카주                       | 7.6 Mww         | 0            | 2021년 치그닉 지진 § 2020년 10월 |             |
| 2021년 7월 29일   | 알래스카주                       | 8.2 Mw          | 0            | 2021년 치그닉 지진               |             |
| 2022년 12월 20일  | 캘리포니아주                     | 6.4 Mw          | 2            | 2022년 펀데일 지진               |             |
| 2024년 4월 5일    | 뉴저지주                         | 4.8 Mw          | 0            | 2024년 뉴저지 지진               |             |
| 2024년 12월 5일   | 캘리포니아주                     | 7.0 Mw          | 0            | 2024년 캐이프먼더치노 지진       |             |

미국 지질조사국이 2014년 7월 17일에 발표한, 50년 동안 최대 지반 가속도의 2%를 초과할 확률을 그린 지진 위험도 지도

미국에 영향을 미친 군발지진 목록은 아래와 같다.
- 1962~71년 덴버 군발지진[38]
- 이놀라 군발지진
- 2008년 리노 지진
- 가이-그린브라이어 군발지진
- 오클라호마 군발지진 (2009년~현재)

진앙이 미국 국외에 있었지만 미국에 영향을 미친 지진은 아래와 같다.
- 1925년 샤를부아-카무라스카 지진 – 규모 6.2 지진, 사망자 없음
- 1979년 임페리얼밸리 지진 – 진앙이 멕시코 경계에서 1 km도 떨어지지 않은 곳에 위치한 규모 6.4 지진 - 국경 양쪽에 상당한 피해와 부상 (미국 내 60명)
- 2010년 바하칼리포르니아 지진 (남부 캘리포니아 근처 멕시코) – 규모 7.2 지진, 4명 사망 및 100명 부상 (미국 내 사망자 없음)

미국에 직접적인 영향을 미치지는 않았지만 지진해일을 일으킨 지진은 아래와 같다.
- 1960년 발디비아 지진 및 지진해일 – 규모 9.5 지진, 2,200명에서 6,000명 사이 사망, 하와이주 힐로에서 61명 사망
- 2006년 쿠릴 열도 지진 및 지진해일 – 규모 8.3 지진, 부상자나 사망자 없음
- 2009년 사모아 지진 – 아메리카사모아에서 남서쪽으로 120 마일 (190 km) 떨어진 진앙에서 발생한 규모 8.0 지진으로 최대 16 피트 (5 m) 높이의 지진해일이 발생하여 아메리카사모아에서 34명 사망 및 광범위한 피해[39]
- 2010년 칠레 지진 및 지진해일 – 규모 8.8 지진, 약 525명 사망 및 부상자 수는 알 수 없음 (미국 내 사망자 없음)
- 2011년 도호쿠 지진 및 지진해일 – 규모 9.0 지진, 15,850명에서 28,000명 사이 사망 및 6,011명 부상 (미국 내 사망자 1명 및 부상자 수는 알 수 없음)
- 2012년 하이다과이 지진 – 브리티시컬럼비아주 모즈비섬에 진앙이 위치한 규모 7.8 지진으로 지진계로 기록된 캐나다 역사상 두 번째로 큰 지진. 하와이주에서는 10만 명 이상이 고지대로 대피했다.

## 주 및 해외 영토별 가장 큰 규모의 지진 목록
- 표기된 규모는 모멘트 규모 (Mw)로 보고된다.

| 주                  | 규모       | 날짜             | 추가 정보                            |
| ------------------- | ---------- | ---------------- | ------------------------------------ |
| 앨라배마주          | 5.1 ML     | 1916년 10월 18일 | 1916년 아언데일 지진                 |
| 알래스카주          | 9.2        | 1964년 3월 27일  | 1964년 알래스카 지진                 |
| 아메리칸사모아      | 8.3–8.5    | 1917년 6월 26일  | 1917년 사모아 지진                   |
| 애리조나주          | 7.6        | 1887년 5월 3일   | 1887년 소노라 지진                   |
| 아칸소주            | 7.6–7.9    | 1811년 12월 16일 | 1811~1812년 뉴매드리드 지진          |
| 캘리포니아주        | 7.9        | 1857년 1월 9일   | 1857년 포트테혼 지진                 |
| 콜로라도주          | 6.6        | 1882년 11월 8일  | [ 40 ]                               |
| 코네티컷주          | 4.4–5.0 Ms | 1791년 5월 16일  | [ 41 ]                               |
| 델라웨어주          | 4.1 ML     | 2017년 11월 30일 | [ 42 ]                               |
| 워싱턴 D.C.         | 5.8        | 2011년 8월 23일  | 2011년 버지니아 지진                 |
| 플로리다주          | 4.4        | 1879년 1월 12일  | [ 43 ]                               |
| 조지아주            | 4.5        | 1914년 3월 5일   | [ 44 ]                               |
| 괌                  | 8.1        | 1902년 9월 22일  | [ 1 ]                                |
| 하와이주            | 7.9        | 1868년 4월 2일   | 1868년 하와이 지진                   |
| 아이다호주          | 6.9        | 1983년 10월 28일 | 1983년 보라피크 지진                 |
| 일리노이주          | 5.3        | 1968년 11월 9일  | 1968년 일리노이 지진                 |
| 인디애나주          | 5.1        | 1909년 9월 27일  | 1909년 워배시강 지진                 |
| 아이오와주          | 5.0–5.1    | 1934년 11월 12일 | [ 45 ]                               |
| 캔자스주            | 5.1        | 1867년 4월 24일  | 1867년 맨해튼 지진                   |
| 켄터키주            | 7.6–7.9    | 1811년 12월 16일 | 1811~1812년 뉴매드리드 지진          |
| 루이지애나주        | 4.2 ML     | 1930년 10월 19일 | [ 46 ]                               |
| 메인주              | 5.9        | 1904년 3월 21일  | [ 47 ]                               |
| 메릴랜드주          | 5.8        | 2011년 8월 23일  | 2011년 버지니아 지진                 |
| 매사추세츠주        | 5.9        | 1755년 11월 18일 | 1755년 케이프앤 지진                 |
| 미시간주            | 4.6 ML     | 1947년 8월 10일  | [ 48 ]                               |
| 미네소타주          | 4.6 ML     | 1975년 7월 9일   | 1975년 모리스 지진                   |
| 미시시피주          | 7.6–7.9    | 1811년 12월 16일 | 1811~1812년 뉴매드리드 지진          |
| 미주리주            | 7.6–7.9    | 1811년 12월 16일 | 1811~1812년 뉴매드리드 지진          |
| 몬태나주            | 7.2        | 1959년 8월 17일  | 1959년 헵겐호 지진                   |
| 네브래스카주        | 7.0        | 1877년 11월 15일 | [ 49 ]                               |
| 네바다주            | 7.3        | 1954년 12월 16일 | 1954년 페어뷰 지진                   |
| 뉴햄프셔주          | 6.5        | 1638년 6월 1일   | 1638년 뉴햄프셔 지진                 |
| 뉴저지주            | 5.3        | 1783년 11월 29일 | 1783년 뉴저지 지진                   |
| 뉴멕시코주          | 6.2        | 1906년 11월 15일 | [ 50 ]                               |
| 뉴욕주              | 5.8        | 1944년 9월 5일   | 1944년 콘월-마세나 지진              |
| 노스캐롤라이나주    | 5.2        | 1916년 2월 21일  | [ 51 ]                               |
| 노스다코타주        | 4.4        | 1968년 7월 8일   | [ 52 ]                               |
| 오하이오주          | 5.4        | 1937년 3월 9일   | [ 53 ]                               |
| 오클라호마주        | 5.8        | 2016년 9월 3일   | 2016년 오클라호마 지진               |
| 오리건주            | 8.7–9.2    | 1700년 1월 26일  | 1700년 캐스케이디아 지진             |
| 펜실베이니아주      | 5.2        | 1998년 9월 25일  | 1998년 파이마투닝 지진               |
| 푸에르토리코        | 8.0–8.3    | 1787년 5월 2일   | 1787년 보리쿠아 지진                 |
| 로드아일랜드주      | 4.7        | 1951년 6월 10일  | [ 54 ]                               |
| 사우스캐롤라이나주  | 6.9–7.3    | 1886년 8월 31일  | 1886년 찰스턴 지진                   |
| 사우스다코타주      | 4.5        | 1911년 6월 2일   | [ 55 ]                               |
| 테네시주            | 7.6–7.9    | 1811년 12월 16일 | 1811~1812년 뉴매드리드 지진          |
| 텍사스주            | 6.5        | 1931년 8월 16일  | 1931년 밸런타인 지진                 |
| 유타주              | 7.0        | 1901년 11월 13일 | 1901년 리치필드 지진                 |
| 미국령 버진아일랜드 | 7.5        | 1867년 11월 18일 | 1867년 버진아일랜드 지진 및 지진해일 |
| 버몬트주            | 4.0        | 1953년 3월 31일  | [ 56 ]                               |
| 버지니아주          | 5.8        | 2011년 8월 23일  | 2011년 버지니아 지진                 |
| 워싱턴주            | 8.7–9.2    | 1700년 1월 26일  | 1700년 캐스케이디아 지진             |
| 웨스트버지니아주    | 5.8        | 2011년 8월 23일  | 2011년 버지니아 지진                 |
| 위스콘신주          | 알 수 없음 | 1947년 5월 6일   | 1947년 위스콘신 지진                 |
| 와이오밍주          | 7.2        | 1959년 8월 17일  | 1959년 헵겐호 지진                   |

## 같이 보기
- 북아메리카의 지질
- 미국의 지질
- 지진해일 목록
- 지진 목록
  - 알래스카주의 지진 목록
  - 캘리포니아주의 지진 목록
  - 하와이주의 지진 목록
  - 일리노이주의 지진 목록
  - 캔자스주의 지진 목록
  - 몬태나주의 지진 목록
  - 네바다주의 지진 목록
  - 푸에르토리코의 지진 목록
  - 텍사스주의 지진 목록
  - 유타주의 지진 목록
  - 버지니아주의 지진 목록
  - 워싱턴주의 지진 목록